# Jimmy Jones
Jimmy Jones (2 de junho de 1937 - 2 de agosto de 2012) foi um cantor e compositor americano, mais conhecido pelo sucesso que alcançou na década de 1960 com a canção de R&B "Handy Man". Obteve êxito também no Reino Unido, onde a canção "Good Timin'" chegou à 1ª colocação da UK Singles Chart em 1961.